# Тавчар, Франц
Франц «Рок» Тавчар (словен. Franc "Rok" Tavčar; 6 марта 1920, Старе-Ярше — 21 января 2002, Любляна) — словенский военачальник, генерал-полковник Югославской народной армии, участник Народно-освободительной войны Югославии и Народный герой Югославии.

## Биография
Учился в реальной школе с 1931 по 1939 годы в Любляне, проходил срочную службу в Югославской королевской армии. Учился на техническом факультете университета Любляны, но бросил его после начала войны. После оккупации страны ушёл в подполье, вступив в Освободительный фронт Словении и начав работу в Службе разведки и безопасности. С января 1942 года несёт службу в партизанских подразделениях: заместитель политрука батальона 1-й словенской пролетарской ударной бригады, политрук 3-й словенской ударной бригады, помощник начальника Главного штаба НОАЮ в Словении и член руководства Верховного штаба НОАЮ, заместитель командира 7-го словенского армейского корпуса и начальник штаба 1-й хорватской дивизии Корпуса народной обороны Югославии. Участвовал в Кочевьевском собрании народных делегатов в 1943 году.
После войны Тавчар продолжил службу в армии, командуя 1-й хорватской дивизией КНОЮ в 1946 году и Люблянским военным округом с 1972 по 1980 годы. Вышел в отставку в звании генерал-полковника. 

## Награды
Награды идут в хронологическом порядке:
- Медаль «Партизанская память 1941»
- Орден «За храбрость» (1946)
- Золотая звезда ордена братства и единства (1946)
- Золотая звезда ордена «За заслуги перед народом» (1948)
- Орден Народного героя Югославии (1953), указ о присвоении звания Народного героя Югославии от 27 ноября 1953
- Большая звезда ордена Военных заслуг (1953)
- Золотая звезда ордена Югославской народной армии (1960)
- Орден Югославской народной армии с лавровым венком (1969)
- Орден Югославской звезды с лентой (1975)